# Дунино (Московская область)
Ду́нино — деревня в Одинцовском городском округе Московской области России, расположенная на Рублёво-Успенском шоссе. 

## История
«Экономические примечания» конца XVIII века сообщают, что сельцом Дунино из 8 дворов, где проживали 36 мужчин и 31 женщина, владели Дарья и Александра Григорьевны Спиридовы, которым принадлежало соседнее село Козино на противоположном берегу реки Москвы.
Спустя полвека деревня значилась владением камер-юнкера Алексея Алексеевича Спиридова и на её 10 дворов приходилось 20 душ мужского пола и 21 женского.
В начале XIX в., с развитием в Звенигородском уезде лесного промысла, местные жители, помимо традиционного сельского хозяйства, занялись распиловкой леса. В конце этого столетия Дунино становится местом отдыха. В 1904—1905 гг. здесь жил известный скульптор Сергей Тимофеевич Коненков, позднее — видная революционерка В. Н. Фигнер и биохимик академик А. Н. Бах.
Статистика 1890 г. отмечает в Дунино 76 жителей и усадьбу господина Салтыкова. Через три десятилетия, по переписи 1926 г., в деревне значилось 28 хозяйств, 139 жителей и металлоартель. Она появилась здесь в 1918—1919 гг., получила название «Металлист» и первоначально объединила 14 кустарей. В 1921 г. она насчитывала уже 70, а в 1924 г. — 120 человек, изготовлявших металлическую посуду: кружки, чайники, кастрюли, ведра, котелки. Рядом с деревней расположились лесничество и дом отдыха Госбанка.
Послевоенная история Дунина связана с именем писательницы Л. А. Аргутинской, жившей здесь с 1947 по 1968 г. Дочь народовольца А. М. Аргутинского-Долгорукова, она была революционеркой членом партии большевиков с 1918 г., участницей Гражданской и Великой Отечественной войн. В 1932 г. Люся Александровна выпускает свою первую книгу «В водовороте», а затем выходит ещё несколько её книг о воинах-защитниках Родины.
Но самую яркую и долгую память о себе оставил в Дунине замечательный русский писатель Михаил Михайлович Пришвин. Здесь он провел свои последние годы жизни с 1946 по 1953 г., живя в деревне с ранней весны до глубокой осени. «Много, много я на свете видел разных земель, и своих и чужих, но краше местности нашего Дунина я нигде не видел», — писал он в рассказе «Москва-река». Дунинские годы были одним из самых плодотворных периодов его творчества. «Работаю с утра на веранде: петух начинает мой день», — записывает Пришвин в своем дневнике. В Дунине мастер слова написал роман «Осударева дорога», повесть «Корабельная чаща», книгу «Глаза земли», многие рассказы. Дом, в котором жил писатель, окружен старым садом, начинающимся у самых окон. Многие деревья были посажены его руками. Среди них «ёлочка Васи Веселкина» (героя «Корабельной чащи»), посаженная писателем в память окончания повести в 1953 году. После смерти писателя в его доме был открыт музей-усадьба Дунино, хозяйкой которого до самой кончины в 1979 году являлась вдова Пришвина — Валерия Дмитриевна. Она сама встречала многочисленных гостей из разных уголков страны, до последних дней работала над изданием трудов мужа. Ею были написаны две книги по истории Дунина. Наряду с Михайловским, Тарханами, Болдиным, Дунино вошло в плеяду литературных уголков России. Так же, как и при Пришвине, разбросаны здесь средь высоких сосен и леса деревянные домики, так же плавно несёт свои воды мимо высокого ступенчатого берега Москва-река.

## Население
| 2002 | 2006 | 2010 |
| ---- | ---- | ---- |
| 170  | →170 | ↗255 |